# Пероксиредоксин-4
PRDX4 (англ. Peroxiredoxin 4) – білок, який кодується однойменним геном, розташованим у людей на X-хромосомі. Довжина поліпептидного ланцюга білка становить 271 амінокислот, а молекулярна маса — 30 540.
| 10         |  | 20         |  | 30         |  | 40         |  | 50         |
| ---------- |  | ---------- |  | ---------- |  | ---------- |  | ---------- |
| MEALPLLAAT |  | TPDHGRHRRL |  | LLLPLLLFLL |  | PAGAVQGWET |  | EERPRTREEE |
| CHFYAGGQVY |  | PGEASRVSVA |  | DHSLHLSKAK |  | ISKPAPYWEG |  | TAVIDGEFKE |
| LKLTDYRGKY |  | LVFFFYPLDF |  | TFVCPTEIIA |  | FGDRLEEFRS |  | INTEVVACSV |
| DSQFTHLAWI |  | NTPRRQGGLG |  | PIRIPLLSDL |  | THQISKDYGV |  | YLEDSGHTLR |
| GLFIIDDKGI |  | LRQITLNDLP |  | VGRSVDETLR |  | LVQAFQYTDK |  | HGEVCPAGWK |
| PGSETIIPDP |  | AGKLKYFDKL |  | N          |  |            |  |            |

A: Аланін

C: Цистеїн

D: Аспарагінова кислота

E: Глутамінова кислота

F: Фенілаланін

G: Гліцин

H: Гістидин

I: Ізолейцин

K: Лізин

L: Лейцин

M: Метіонін

N: Аспарагін

P: Пролін

Q: Глутамін

R: Аргінін

S: Серин

T: Треонін

V: Валін

W: Триптофан

Кодований геном білок за функціями належить до оксидоредуктаз, антиоксидантів, пероксидаз. 
Локалізований у цитоплазмі, ендоплазматичному ретикулумі.